# Sydow
Von Sydow je původem starý šlechtický rod pocházející z Braniborska.

## Historie
Prvně byl zmiňován jako člen tohoto rodu v roce 1259 Heinrich de Sidow jako maršál markraběte Otty III. Braniborského. Hinricus de Sydow byl zmíněn v roce 1262 jako dlužník a majitel panství Schönow, které se nacházelo v Pomořansku a bylo součástí majetku rodu do 1863. 
Rod von Sydow se brzy rozdělila do několika linií, které se zpočátku rozšířily hlavně v Nové marce a Pomořansku.
V průběhu 19. století století existovaly čtyři linie Dobberphul, Schönfeld, Blumberg a Schönow, z nichž některé se poměrně rozšířily i v jiných oblastech Německa.  

## Galerie

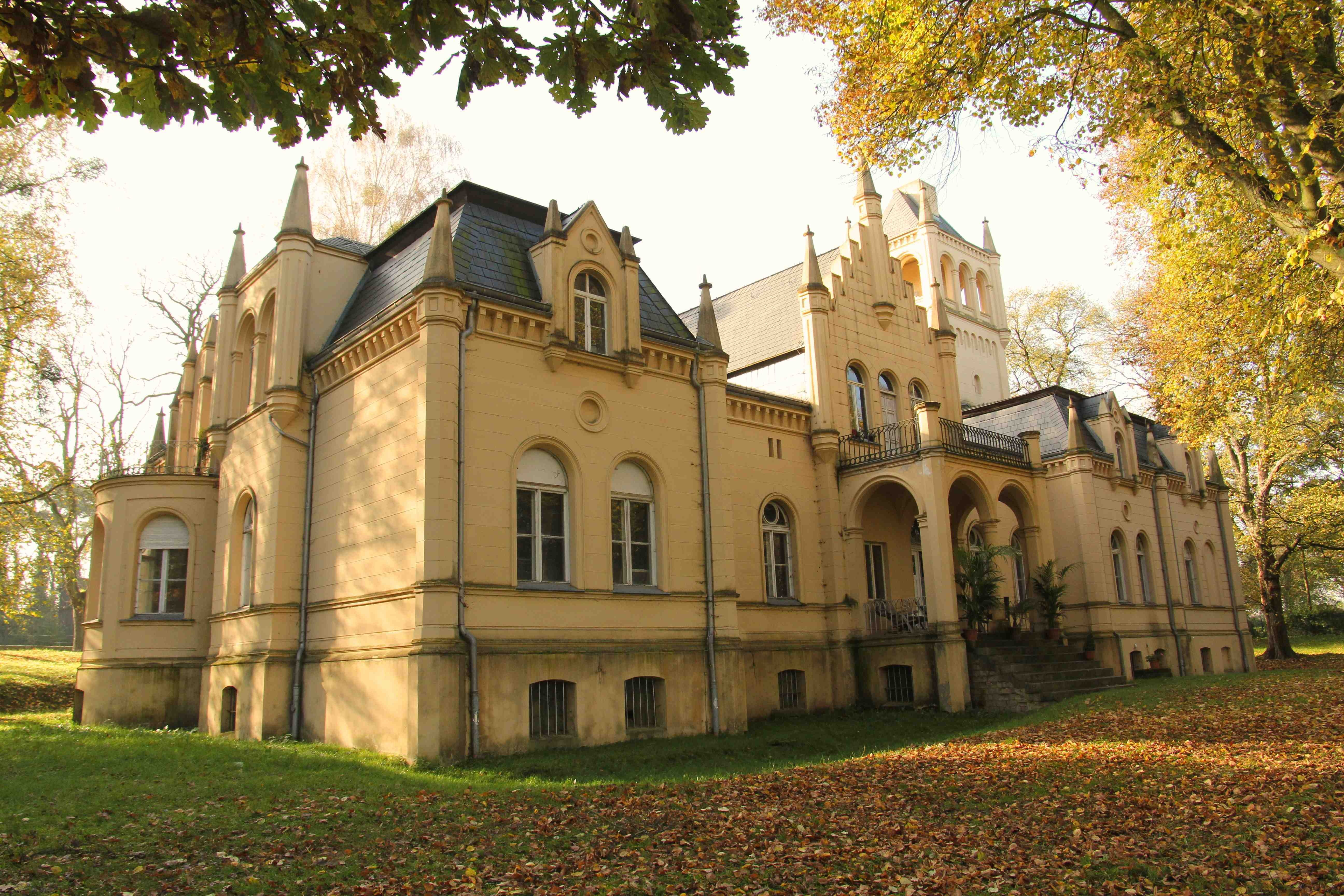
Schönow, Uckermark
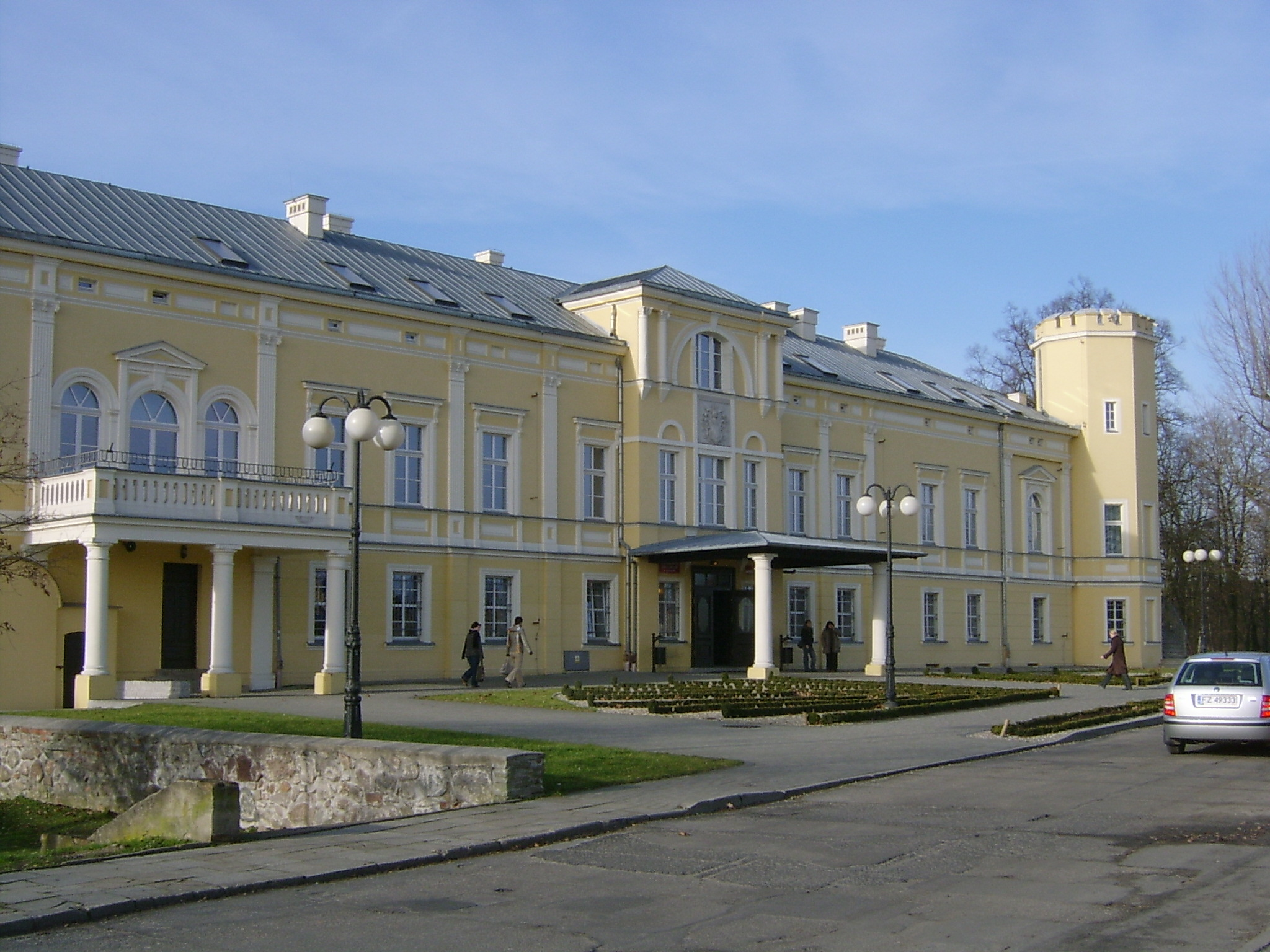
Kalzig, Neumark
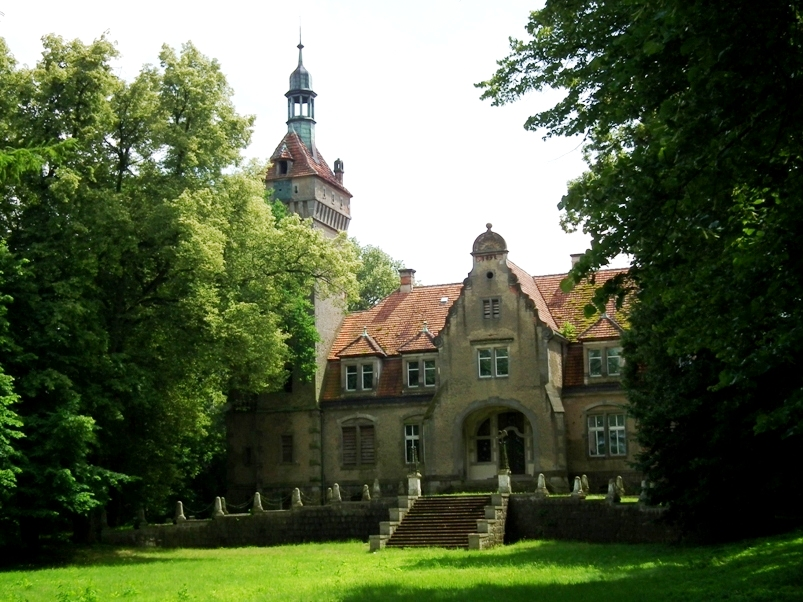
Stolzenfelde, Neumark
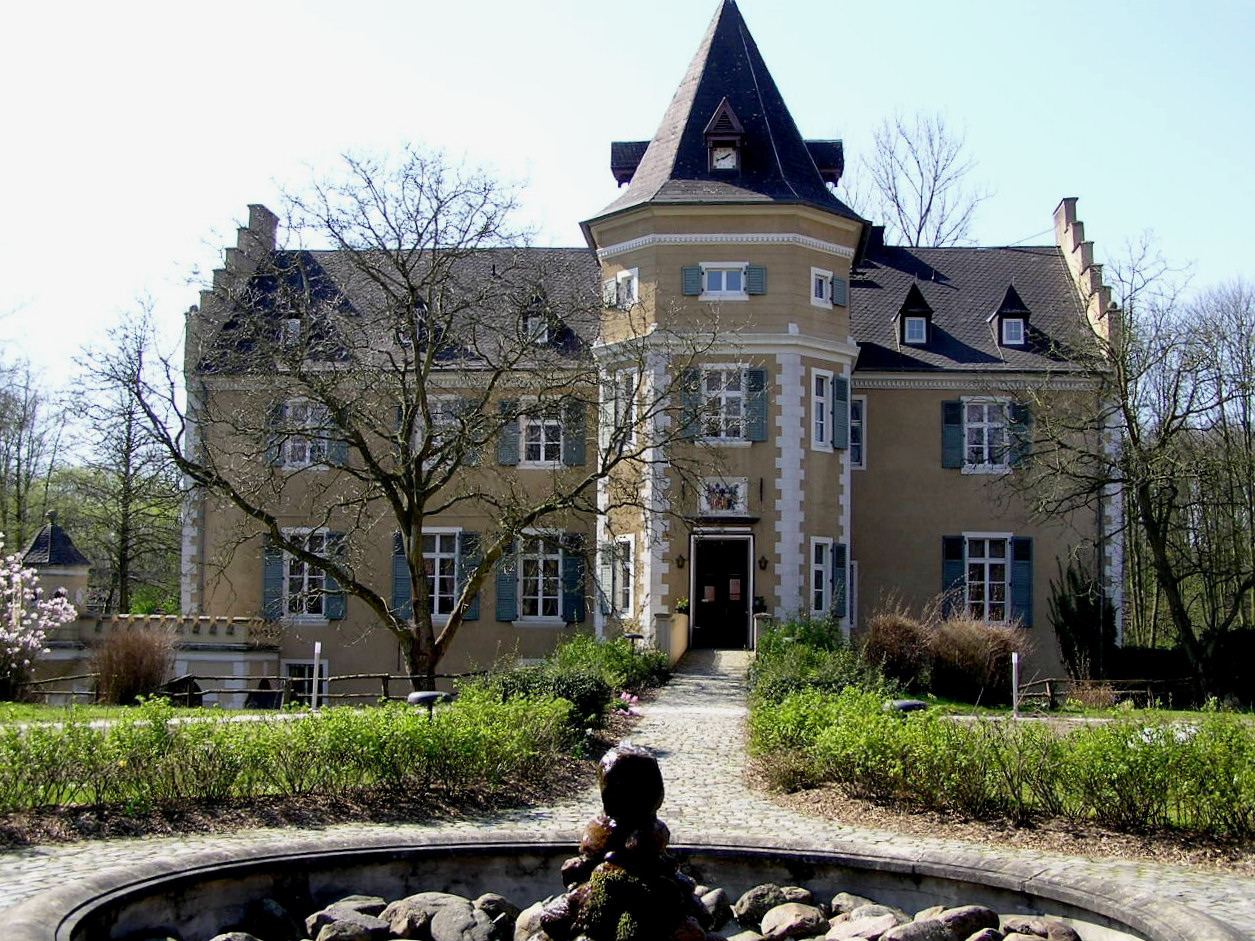
Westhusen Castle, Dortmund
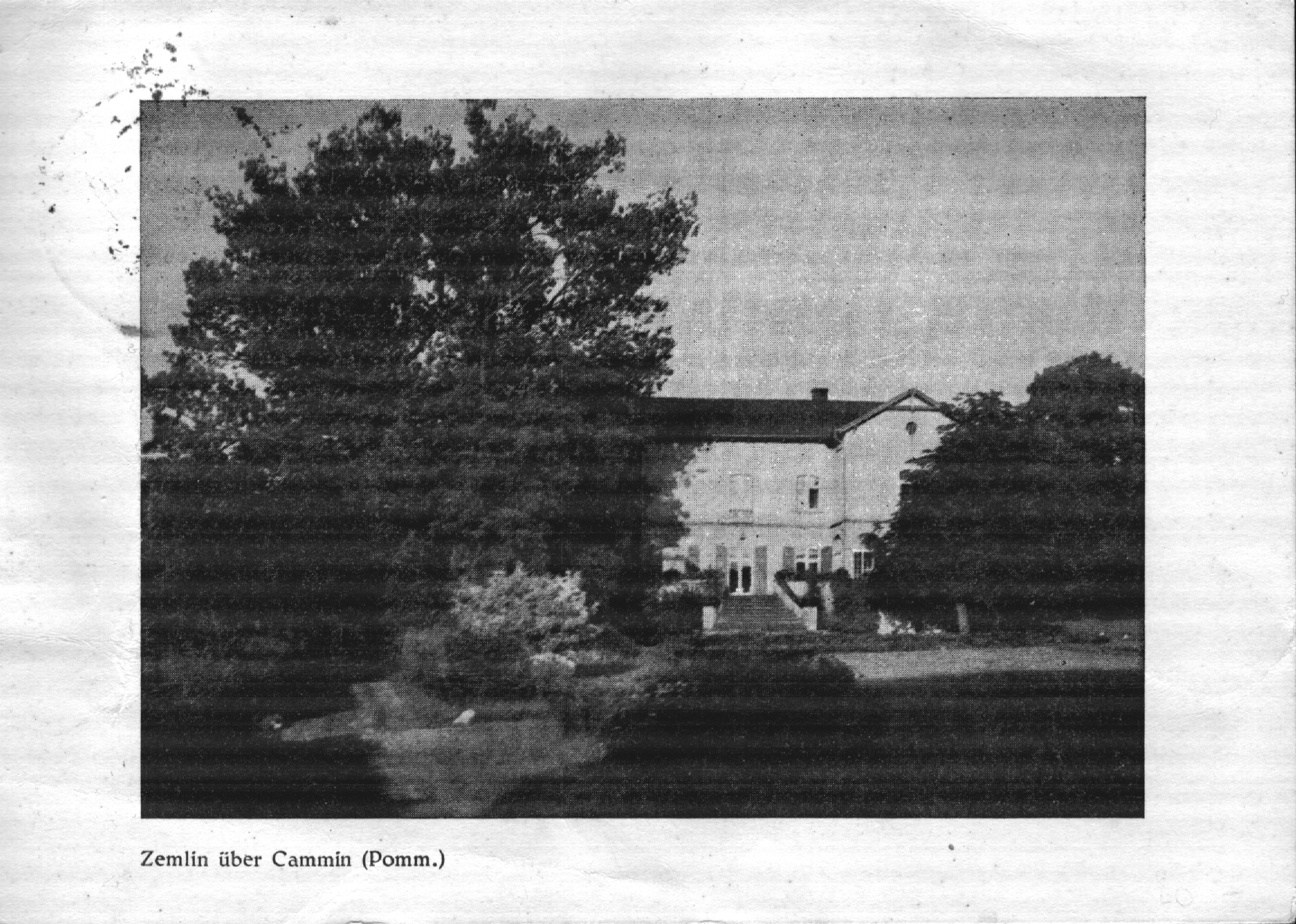
Zemlin, Pomořansko
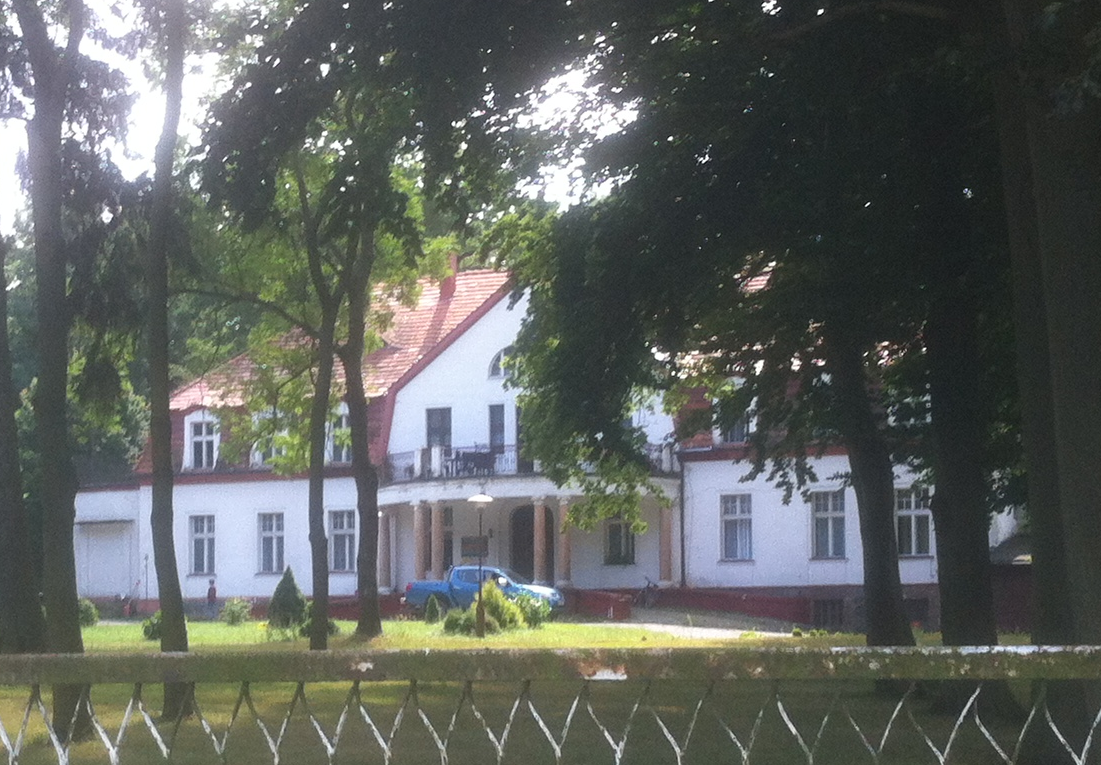
Zirkwitz, Hinterpommern

## Erb
Erb ukazuje černý štít ve stříbře. Na přilbě jsou dva zkřížené bodláky. Přilba je také černá a stříbrná.

## Členové rodu
- Adam Wilhelm von Sydow (1650–1711), pruský hlavní generál
- Alexander Magnus von Sydow (1622–1679), Brandenburský plukovník a šéf Leibského pluku
- Albrecht von Sydow (1799–1861), pruský generálmajor
- Albrecht von Sydow (1840–1897), pruský plukovník, velitel 81. pěšího pluku
- Alfred von Sydow (1852–1933), německý generálporučík
- Anna von Sydow (1863–1953), německá spisovatelka
- Baltzer Friedrich von Sydow (1652–1733), pruský generálporučík, velitel pevnosti Küstrin a dědic Radduhna
- Bernhard Andreas Wilhelm von Sydow (1856–1928), pruský hlavní generál
- Clara von Sydow (1854–1928), německá spisovatelka
- Eckart von Sydow (1885–1942), německý historik umění a etnolog
- Egidius Ehrentreich von Sydow (1669–1749), pruský generál
- Emil von Sydow (1812–1873), německý důstojník a kartograf
- Emmo Karl Ludwig Heinrich von Sydow (1854–1918), člen pruské panské sněmovny
- Ferdinand von Sydow (1795–1864), pruský generálmajor
- Friedrich von Sydow (1780–1845), německý důstojník a spisovatel